# Itapura
Itapura é um município brasileiro no interior do estado de São Paulo. Sua população estimada em 2024 era de 4.014 habitantes. 

## História
Até o século XIX, o oeste do estado de São Paulo era habitado pelos caingangues. Nesse século, essa etnia indígena foi dizimada pelo avanço das plantações de café.
O município foi uma colônia militar construída nas proximidades do Salto de Itapura em meados do século XIX (1858), pelo governo imperial, na margem esquerda do Rio Tietê, próximo à foz do mesmo no Rio Paraná.
Após a Guerra do Paraguai (1864-1870), a Colônia Militar de Itapura deixou de ter tanta importância estratégica, além do que o acesso à mesma era de grande dificuldade, possível apenas pelo Tietê. Assim, acabou abandonada. Em 1905, já havia apenas ruínas, conforme constatou uma comissão geográfica estadual que buscava as colônias de Itapura e de Avanhandava.

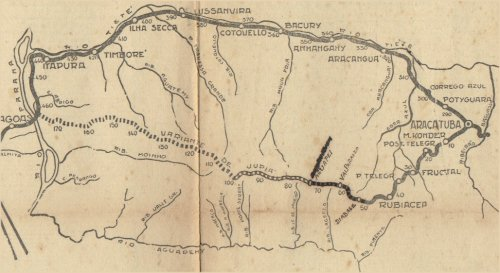
Mapa da época da construção da Variante de Jupiá mostra o percurso da antiga linha-tronco da Estrada de Ferro Noroeste do Brasil, inclusive a estação Itapura.

Em 1910, ali chegaram os trilhos da Estrada de Ferro Noroeste do Brasil, formando um povoado redor de sua estação.
Entretanto, como a região do Rio Tietê era assolada pela maleita, a Estrada de Ferro Noroeste do Brasil, em meados da década de 1920, construiu uma variante de Araçatuba a Jupiá passando mais ao Sul, sobre o espigão divisor de águas do Tietê com o Rio Feio (também chamado Aguapeí). A variante foi inaugurada em 1940, tornando-se a linha-tronco da ferrovia. O trecho entre Araçatuba e Lussanvira de cerca de 78 km entre Lussanvira e Jupiá, em piores condições sanitárias, onde se incluíam as estações de Ilha Seca, Timboré e Itapura, logo teve seus trilhos removidos.
Finalmente, no final da década de 1960, com a inauguração da Usina Hidrelétrica Engenheiro Souza Dias (Jupiá) e o enchimento do reservatório, a cidade de Itapura foi inundada, restando apenas algumas construções em terreno mais alto, incluindo as ruínas da antiga colônia militar. Uma nova cidade foi edificada. A inundação também pôs fim ao Salto de Itapura.
Hoje em dia, a cidade está passando por uma reforma para que possa tornar-se um ponto turístico do estado de São Paulo devido ao seu valor histórico.

### Topônimo
"Itapura" deriva do tupi antigo itabyra, que significa "pedra levantada" (itá, "pedra" + byr, "levantar-se" + a, sufixo substantivador).

## Demografia

### População
| Crescimento populacional                             | Crescimento populacional | Crescimento populacional | Crescimento populacional |
| Ano                                                  | População Total          |                          | %±                       |
| ---------------------------------------------------- | ------------------------ | ------------------------ | ------------------------ |
| 1970                                                 | 4 273                    |                          | —                        |
| 1980                                                 | 3 179                    |                          | −25,6%                   |
| 1991                                                 | 3 754                    |                          | 18,1%                    |
| 2000                                                 | 3 838                    |                          | 2,2%                     |
| 2010                                                 | 4 357                    |                          | 13,5%                    |
| 2022                                                 | 3 979                    |                          | −8,7%                    |
| Est. 2024                                            | 4 014                    | [ 9 ]                    | 0,9%                     |
| Fontes: Censos Demográficos IBGE e Estimativas SEADE |                          |                          |                          |

### Dados demográficos
Dados do Censo - 2010
População total: 4 360
- Urbana: 3 484
- Rural: 876
- Homens: 2 257
- Mulheres: 2 103

Densidade demográfica (hab./km²): 14,19
Mortalidade infantil até 1 ano (por mil): 16,72
Expectativa de vida (anos): 70,77
Taxa de fecundidade (filhos por mulher): 2,30
Taxa de alfabetização: 83,00%
Índice de Desenvolvimento Humano (IDH-M): 0,739
- IDH-M Renda: 0,627
- IDH-M Longevidade: 0,763
- IDH-M Educação: 0,827

(Fonte: IPEADATA)

## Geografia
Localiza-se a uma latitude de 20º38'46" sul e a uma longitude de 51º30'32" oeste, estando a uma altitude de 318 metros, e uma distância de 677 quilômetros da cidade de São Paulo, capital do estado. Possui uma área de 307,2 quilômetros quadrados.

## Infraestrutura

### Comunicações
O sistema de telefones automáticos foi inaugurado na cidade em 1985 pela Telecomunicações de São Paulo (TELESP), que também implantou o sistema de discagem direta à distância (DDD) em 1988 com o código de área (0187). Anteriormente a cidade era atendida pela Companhia de Telecomunicações do Estado de São Paulo (COTESP).
Na década de 90 o código DDD da cidade foi alterado para (018), para padronização do sistema telefônico com a telefonia celular que estava sendo implantada em todo o estado.

## Religião
O Cristianismo se faz presente na cidade da seguinte forma:

### Igreja Católica
- A igreja faz parte da Diocese de Jales.[17]

A padroeira do município é a Imaculada Conceição. A Festa da Padroeira acontece no dia 8 de Dezembro com uma procissão de barcos com a imagem de Nossa Senhora que se inicia no GRECAN (um condomínio fechado) de Itapura e se encerra na Praia Municipal, seguindo então para a Igreja Imaculada Conceição. Após a missa, ocorre uma grande procissão passando pelas ruas do município que se encerra na capela que guarda a imagem da Imaculada Conceição.

### Igrejas Evangélicas
- Assembleia de Deus Ministério do Belém.[18][19]
- Congregação Cristã no Brasil.[20]